# Gouvernement Meir II
 (juillet 2025).
Si vous disposez d'ouvrages ou d'articles de référence ou si vous connaissez des sites web de qualité traitant du thème abordé ici, merci de compléter l'article en donnant les références utiles à sa vérifiabilité et en les liant à la section « Notes et références ».
État d'Israël
Meir I Meir III
Le gouvernement Meir II est le quinzième gouvernement d'Israël et a été formé par Golda Meir le 15 décembre 1969, lors de la septième Knesset. 
Le gouvernement est formé avec la même coalition que le gouvernement d'union nationale précédent, le premier gouvernement de Golda Meir, à la suite des résultats des élections législatives de 1969.
Le gouvernement est resté en place jusqu'au 10 mars 1974, il se distingue car c'est le premier gouvernement depuis la création d'Israel depuis 1948 à accomplir un mandat complet de quatre ans à la Knesset. C'est le premier gouvernement de l'histoire à inclure des ministres non-juifs, un arabe israélien et un druze.

## Historique

### Formation
À l'issue des élections de la septième Knesset en 1969, la coalition d'Alignement a remporté 56 sièges, mais qui représente en réalité une diminution du pouvoir de leur groupe, car les partis membres avaient 63 sièges à la fin de la sixième Knesset.
Golda Meir a choisi de maintenir l'existence d'un gouvernement d'union nationale, comme il l'était depuis juin 1967, et a nommé au sein de son gouvernement Menachem Begin, dirigeant du parti Gahal.
Lors de sa formation, le gouvernement comptait 24 ministres, soit deux de plus que le quatorzième gouvernement, à la suite de l'augmentation de la représentation de Gahl de deux à six ministres et à la réduction de la représentation de la formation de 16 à 14 ministres. le nombre de ministres est tombé à 18. La démission de Yaakov Shimshon Shapira , fin octobre 1973, porte le nombre de ministres à 17.

## Composition

### Initiale (15 décembre 1965)
- Les nouveaux ministres sont indiqués en gras, ceux ayant changé d'attributions en italique.

| Image | Portefeuille                                                   | Titulaire | Titulaire                                | Parti                    |
| ----- | -------------------------------------------------------------- | --------- | ---------------------------------------- | ------------------------ |
|       | Première ministre                                              |           | Golda Meir                               | Alignement (HaAvoda)     |
|       | Vice-Premier ministre Ministre de l'Éducation et de la Culture |           | Yigal Allon                              | Alignement (HaAvoda)     |
|       | Ministre de l'Agriculture Ministre de la Santé                 |           | Haim Gvati                               | Alignement (HaAvoda)     |
|       | Ministre de la Défense                                         |           | Moshe Dayan                              | Alignement (HaAvoda)     |
|       | Ministre des Postes                                            |           | Elimelekh Rimalt (en)                    | Gahal                    |
|       | Ministre du Développement                                      |           | Haim Landau                              | Gahal                    |
|       | Ministre des Affaires étrangères                               |           | Abba Eban                                | Alignement (HaAvoda)     |
|       | Ministre des Finances                                          |           | Pinchas Sapir                            | Alignement (HaAvoda)     |
|       | Ministre du Commerce et de l'Industrie                         |           | Yosef Sapir (en) (jusqu'au 6 août 1970)  | Gahal                    |
|       | Ministre du Logement                                           |           | Ze'ev Sherf                              | Alignement (Mapam)       |
|       | Ministre de l'Intégration des immigrants                       |           | Shimon Peres                             | Alignement (HaAvoda)     |
|       | Ministre de l'Intérieur                                        |           | Haim-Moshe Shapira                       | Parti national religieux |
|       | Ministre de la Justice                                         |           | Ya'akov Shimshon Shapira (en)            | Alignement               |
|       | Ministre du Travail                                            |           | Yosef Almogi (en)                        | Alignement (HaAvoda)     |
|       | Ministre de la Police                                          |           | Shlomo Hillel                            | Alignement (HaAvoda)     |
|       | Ministre des Religions                                         |           | Zerach Warhaftig                         | Parti national religieux |
|       | Ministre du Tourisme                                           |           | Moshe Kol                                | Libéraux indépendants    |
|       | Ministre de la Protection sociale                              |           | Yosef Burg                               | Parti national religieux |
|       | Ministre des Transports                                        |           | Ezer Weizman                             | Gahal                    |
|       | Ministre sans portefeuille                                     |           | Shimon Peres (jusqu'au 22 décembre 1969) | Alignement (HaAvoda)     |
|       | Ministre sans portefeuille                                     |           | Yisrael Barzilai (en)                    | Alignement (Mapam)       |
|       | Ministre sans portefeuille                                     |           | Menahem Begin                            | Gahal                    |
|       | Ministre sans portefeuille                                     |           | Arieh Dulzin (en)                        | Gahal                    |
|       | Ministre sans portefeuille                                     |           | Israël Galili                            | Alignement (HaAvoda)     |
|       | Ministre délégué à l'Agriculture                               |           | Ben-Zion Halfon (en)                     | Alignement               |
|       | Ministre délégué au Développement                              |           | Yehuda Sha'ari (en)                      | Libéraux indépendants    |
|       | Ministre délégué à l'Éducation et à la Culture                 |           | Michael Hasani (en)                      | Parti national religieux |
|       | Ministre délégué à l'Éducation et à la Culture                 |           | Aharon Yadlin (en)                       | Alignement (HaAvoda)     |
|       | Ministre délégué à l'Intérieur                                 |           | Yosef Goldschmidt (en)                   | Parti national religieux |
|       | Ministre délégué au Tourisme                                   |           | Yehuda Sha'ari (en)                      | Libéraux indépendants    |
|       | Vice-ministre délégué des Finances                             |           | Zvi Dinstein (en)                        | Alignement (HaAvoda)     |

### Première vague de remaniement (entre juillet et septembre 1970)
- Les nouveaux ministres sont indiqués en gras, ceux ayant changé d'attributions en italique.

| Image | Portefeuille                                                   | Titulaire | Titulaire                                     | Parti                    |
| ----- | -------------------------------------------------------------- | --------- | --------------------------------------------- | ------------------------ |
|       | Première ministre                                              |           | Golda Meir                                    | Alignement (HaAvoda)     |
|       | Vice-Premier ministre Ministre de l'Éducation et de la Culture |           | Yigal Allon                                   | Alignement (HaAvoda)     |
|       | Ministre de l'Agriculture Ministre du Développement            |           | Haim Gvati                                    | Alignement (HaAvoda)     |
|       | Ministre de la Défense                                         |           | Moshe Dayan                                   | Alignement (HaAvoda)     |
|       | Ministre des Communications Ministre des Transports            |           | Shimon Peres (à partir du 01/09/1970)         | Alignement (HaAvoda)     |
|       | Ministre des Affaires étrangères                               |           | Abba Eban                                     | Alignement (HaAvoda)     |
|       | Ministre de la Santé                                           |           | Victor Shem-Tov (en) (à partir du 27/07/1970) | Alignement (Mapam)       |
|       | Ministre des Finances Ministre du Commerce et de l'Industrie   |           | Pinchas Sapir                                 | Alignement (HaAvoda)     |
|       | Ministre du Logement                                           |           | Ze'ev Sherf                                   | Alignement (Mapam)       |
|       | Ministre de l'Intégration des immigrants                       |           | Natan Peled (en) (à partir du 27/07/1970)     | Alignement (Mapam)       |
|       | Ministre de l'Intérieur                                        |           | Yosef Burg (à partir du 16/07/1970)           | Parti national religieux |
|       | Ministre de la Justice                                         |           | Ya'akov Shimshon Shapira (en)                 | Alignement               |
|       | Ministre du Travail                                            |           | Yosef Almogi (en)                             | Alignement (HaAvoda)     |
|       | Ministre de la Police                                          |           | Shlomo Hillel                                 | Alignement (HaAvoda)     |
|       | Ministre des Religions                                         |           | Zerach Warhaftig                              | Parti national religieux |
|       | Ministre du Tourisme                                           |           | Moshe Kol                                     | Libéraux indépendants    |
|       | Ministre de la Protection sociale                              |           | Michael Hasani (en) (à partir du 01/09/1970)  | Parti national religieux |
|       | Ministre sans portefeuille                                     |           | Yisrael Barzilai (en) (jusqu'au 12/06/1970)   | Alignement (Mapam)       |
|       | Ministre sans portefeuille                                     |           | Menahem Begin (jusqu'au 06/08/1970)           | Gahal                    |
|       | Ministre sans portefeuille                                     |           | Arieh Dulzin (en) (jusqu'au 06/08/1970)       | Gahal                    |
|       | Ministre sans portefeuille                                     |           | Israël Galili                                 | Alignement (HaAvoda)     |
|       | Ministre délégué à l'Agriculture                               |           | Ben-Zion Halfon (en)                          | Alignement               |
|       | Ministre délégué au Développement                              |           | Yehuda Sha'ari (en)                           | Libéraux indépendants    |
|       | Ministre délégué à l'Éducation et à la Culture                 |           | Aharon Yadlin (en)                            | Alignement (HaAvoda)     |
|       | Ministre délégué à l'Éducation et à la Culture                 |           | Avner Shaki (en) (à partir du 01/09/1970)     | Parti national religieux |
|       | Ministre délégué à l'Intérieur                                 |           | Yosef Goldschmidt (en)                        | Parti national religieux |
|       | Ministre délégué au Tourisme                                   |           | Yehuda Sha'ari (en)                           | Libéraux indépendants    |
|       | Vice-ministre délégué des Finances                             |           | Zvi Dinstein (en)                             | Alignement (HaAvoda)     |

### Deuxième vague de remaniement (entre 1971, 1972 et 1973)
- Les nouveaux ministres sont indiqués en gras, ceux ayant changé d'attributions en italique.

| Image | Portefeuille                                                   | Titulaire | Titulaire                                          | Parti                    |
| ----- | -------------------------------------------------------------- | --------- | -------------------------------------------------- | ------------------------ |
|       | Première ministre                                              |           | Golda Meir                                         | Alignement (HaAvoda)     |
|       | Vice-Premier ministre Ministre de l'Éducation et de la Culture |           | Yigal Allon                                        | Alignement (HaAvoda)     |
|       | Ministre de l'Agriculture Ministre du Développement            |           | Haim Gvati                                         | Alignement (HaAvoda)     |
|       | Ministre de la Défense                                         |           | Moshe Dayan                                        | Alignement (HaAvoda)     |
|       | Ministre des Communications Ministre des Transports            |           | Shimon Peres                                       | Alignement (HaAvoda)     |
|       | Ministre des Affaires étrangères                               |           | Abba Eban                                          | Alignement (HaAvoda)     |
|       | Ministre de la Santé                                           |           | Victor Shem-Tov (en)                               | Alignement (Mapam)       |
|       | Ministre des Finances                                          |           | Pinchas Sapir                                      | Alignement (HaAvoda)     |
|       | Ministre du Commerce et de l'Industrie                         |           | Haïm Bar-Lev (à partir du 05/03/1972)              | Alignement               |
|       | Ministre du Logement                                           |           | Ze'ev Sherf                                        | Alignement (Mapam)       |
|       | Ministre de l'Intégration des immigrants                       |           | Natan Peled (en)                                   | Alignement (Mapam)       |
|       | Ministre de l'Intérieur                                        |           | Yosef Burg                                         | Parti national religieux |
|       | Ministre de la Justice                                         |           | Ya'akov Shimshon Shapira (en)                      | Alignement               |
|       | Ministre du Travail                                            |           | Yosef Almogi (en)                                  | Alignement (HaAvoda)     |
|       | Ministre de la Police                                          |           | Shlomo Hillel                                      | Alignement (HaAvoda)     |
|       | Ministre des Religions                                         |           | Zerach Warhaftig                                   | Parti national religieux |
|       | Ministre du Tourisme                                           |           | Moshe Kol                                          | Libéraux indépendants    |
|       | Ministre de la Protection sociale                              |           | Michael Hasani (en)                                | Parti national religieux |
|       | Ministre sans portefeuille                                     |           | Israël Galili                                      | Alignement (HaAvoda)     |
|       | Ministre délégué à l'Agriculture                               |           | Ben-Zion Halfon (en)                               | Alignement               |
|       | Ministre délégué aux Communications                            |           | Jabr Muadi (en) (à partir du 27/10/1971)           | Progrès et Développement |
|       | Ministre délégué au Développement                              |           | Yehuda Sha'ari (en)                                | Libéraux indépendants    |
|       | Ministre délégué à l'Éducation et à la Culture                 |           | Aharon Yadlin (en) (jusqu'au 26/07/1972)           | Alignement (HaAvoda)     |
|       | Ministre délégué à l'Éducation et à la Culture                 |           | Avner Shaki (en) (01/09/1970 - 17/07/1972)         | Parti national religieux |
|       | Ministre délégué à l'Éducation et à la Culture                 |           | Zevulun Hammer (en) (à partir du 16/01/1973)       | Parti national religieux |
|       | Ministre délégué à l'Intégration des immigrants                |           | Shlomo Rosen (en)                                  | Parti national religieux |
|       | Ministre délégué à l'Intérieur                                 |           | Yosef Goldschmidt (en)                             | Parti national religieux |
|       | Ministre délégué au Tourisme                                   |           | Yehuda Sha'ari (en)                                | Libéraux indépendants    |
|       | Ministré délégué à la Santé                                    |           | Abd el-Aziz el-Zoubi (en) (à partir du 24/05/1971) | Alignement (Mapam)       |
|       | Vice-ministre délégué des Finances                             |           | Zvi Dinstein (en)                                  | Alignement (HaAvoda)     |